# Chita (Aichi)

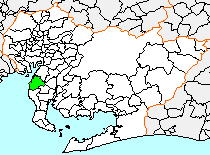
Localização de Chita, em Aichi

Chita (知多市; -shi) é uma cidade japonesa localizada na província de Aichi.
Em 2003 a cidade tinha uma população estimada em 81 975 habitantes e uma densidade populacional de 1 804,42 h/km². Tem uma área total de 45,43 km².
Recebeu o estatuto de cidade a 1 de Setembro de 1970.

## Cidade-irmã
- Chita, Rússia